# Pointis-Inard
Pointis-Inard [pwɛ̃tis inaʁ] est une commune française située dans l'ouest du département de la Haute-Garonne, en région Occitanie.
Sur le plan historique et culturel, la commune est dans le pays de Comminges, correspondant à l’ancien comté de Comminges, circonscription de la province de Gascogne située sur les départements actuels du Gers, de la Haute-Garonne, des Hautes-Pyrénées et de l'Ariège. Exposée à un climat océanique altéré, elle est drainée par la Garonne, le ruisseau du Chevalier de Saint-Paul et par divers autres petits cours d'eau. La commune possède un patrimoine naturel remarquable : un site Natura 2000 (« Garonne, Ariège, Hers, Salat, Pique et Neste »), un espace protégé (« la Garonne, l'Ariège, l'Hers Vif et le Salat ») et quatre zones naturelles d'intérêt écologique, faunistique et floristique.
Pointis-Inard est une commune rurale qui compte 920 habitants en 2022. Elle fait partie de l'aire d'attraction de Saint-Gaudens. Ses habitants sont appelés les Pointis-Inardais ou  Pointis-Inardaises.
Le patrimoine architectural de la commune comprend un immeuble protégé au titre des monuments historiques : l'église Saint-Sernin, inscrite en 1979.

## Géographie

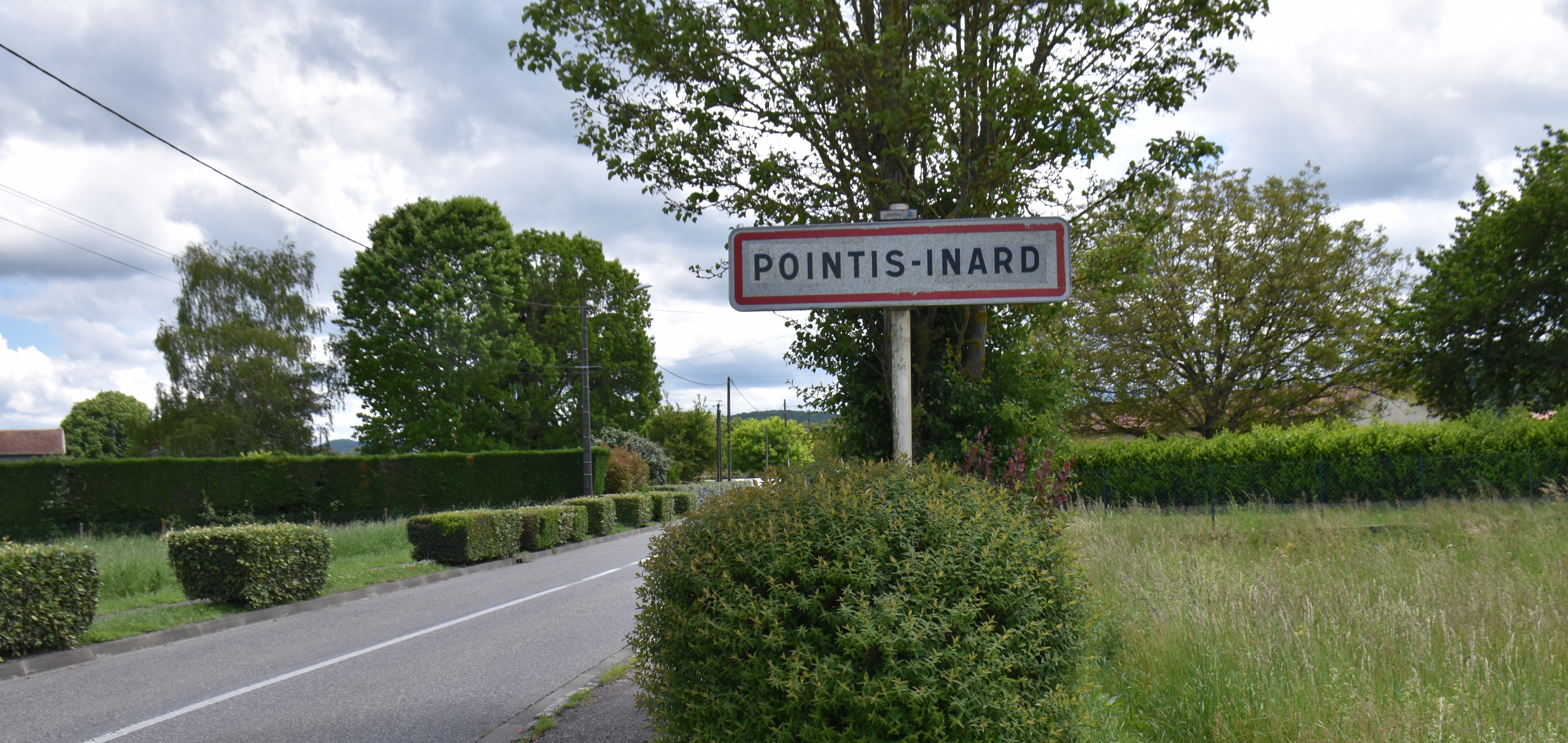
Une entrée du bourg.

### Localisation

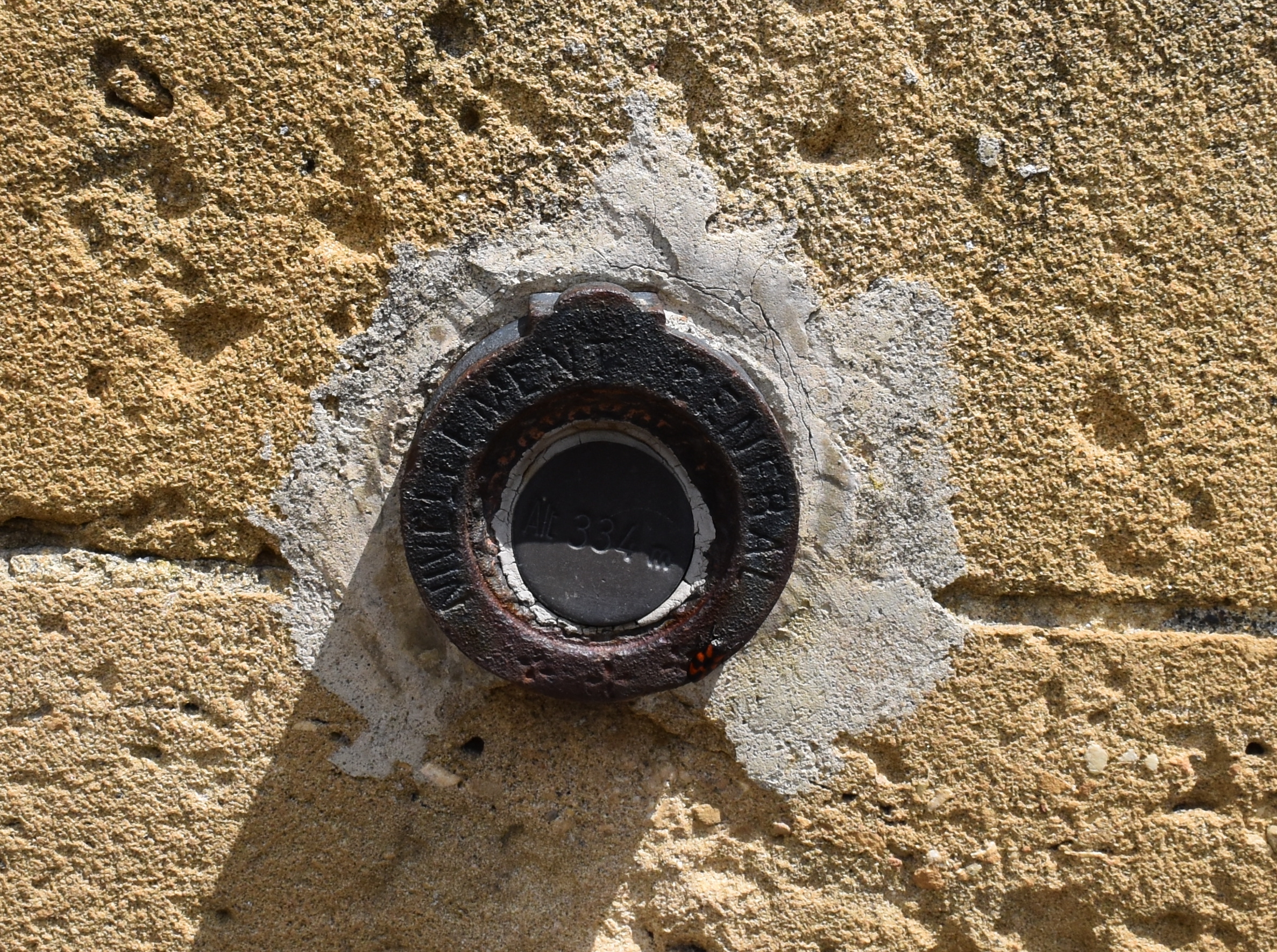
Borne de nivellement sur le mur de l'église - Altitude 334 m.

La commune de Pointis-Inard se trouve dans le département de la Haute-Garonne, en région Occitanie.
Elle se situe à 77 km à vol d'oiseau de Toulouse, préfecture du département, et à 8 km de Saint-Gaudens, sous-préfecture.
Les communes les plus proches sont : 
Ganties (2,9 km), Estancarbon (2,9 km), Labarthe-Inard (3,3 km), Montespan (3,5 km), Savarthès (3,9 km), Couret (4,0 km), Rieucazé (4,5 km), Lespiteau (4,6 km).
Sur le plan historique et culturel, Pointis-Inard fait partie du pays de Comminges, correspondant à l’ancien comté de Comminges, circonscription de la province de Gascogne située sur les départements actuels du Gers, de la Haute-Garonne, des Hautes-Pyrénées et de l'Ariège.
Pointis-Inard est limitrophe de huit autres communes.
Les communes limitrophes sont Estancarbon, Ganties, Labarthe-Inard, Lespiteau, Miramont-de-Comminges, Montespan, Rieucazé et Soueich.
| Miramont-de-Comminges | Estancarbon   | Labarthe-Inard |
| Rieucazé              | Pointis-Inard | Montespan      |
| Lespiteau             | Soueich       | Ganties        |

### Géologie et relief
La superficie de la commune est de 1 466 hectares ; son altitude varie de 319  à   489 mètres.

### Hydrographie
La commune est dans le bassin de la Garonne, au sein du bassin hydrographique Adour-Garonne. Elle est drainée par la Garonne, le Ger, le ruisseau du Chevalier de Saint-Paul, un bras de la Garonne, un bras de la Garonne, un bras de la Garonne, un bras du Ger, un bras du Ger, un bras du Ger, un bras du Ger, un bras du Ger, Canal de la Gentille, le ruisseau de la mourère, le ruisseau du gué d'ambès, et par divers petits cours d'eau, constituant un réseau hydrographique de 25 km de longueur totale,.
La Garonne est un fleuve principalement français prenant sa source en Espagne et qui coule sur 529 km avant de se jeter dans l’océan Atlantique.

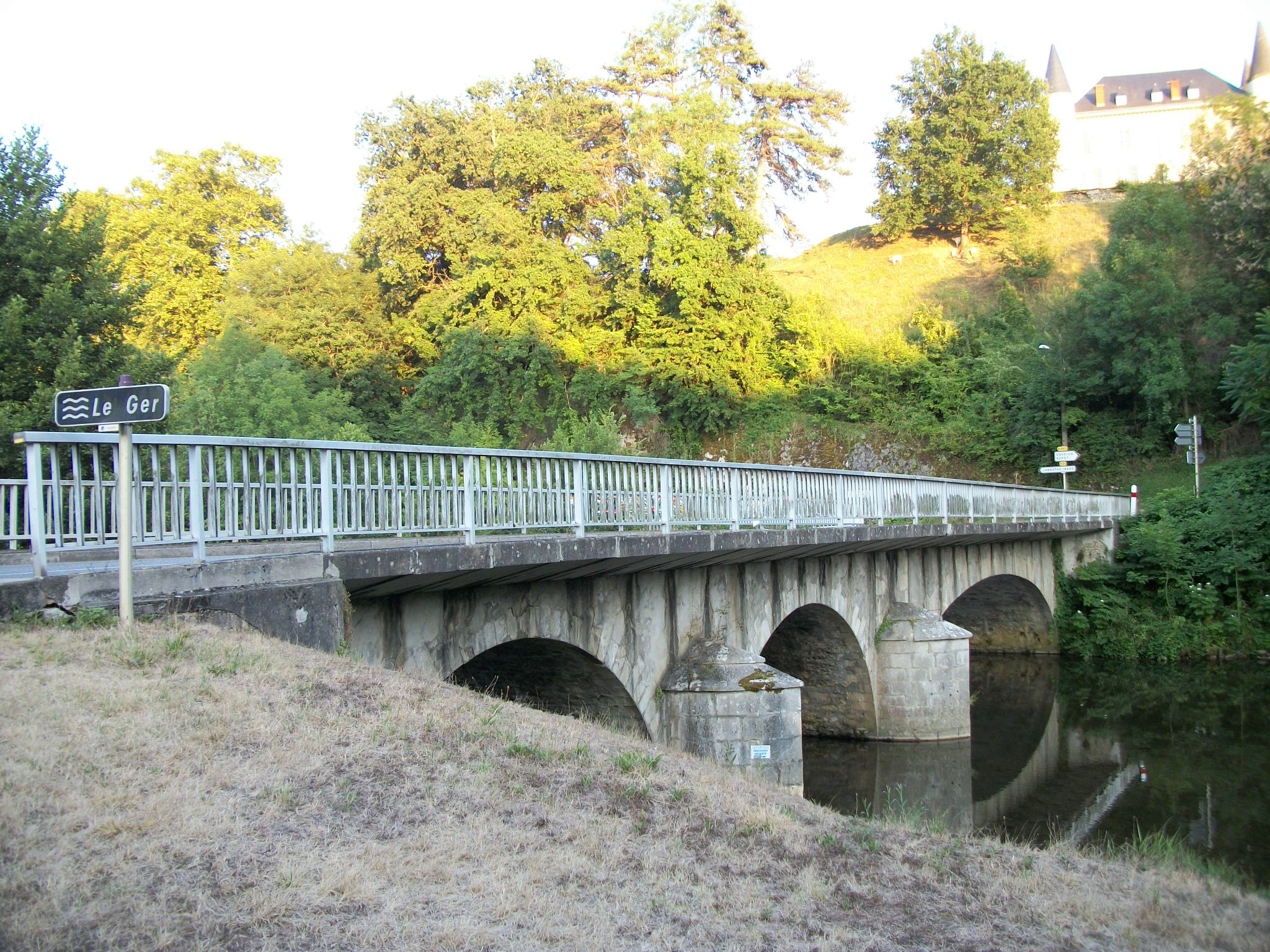
Le pont sur le Ger
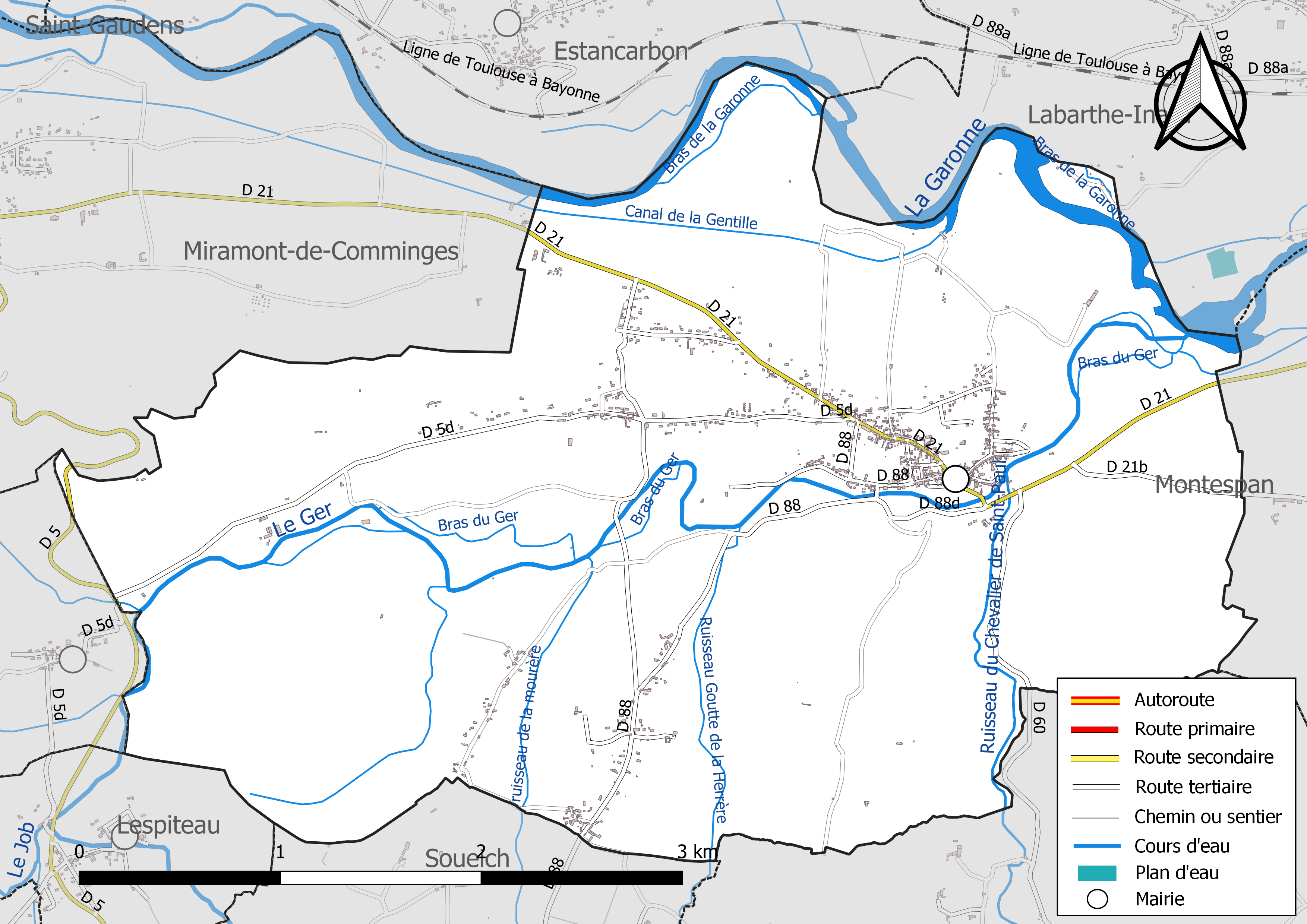
Réseaux hydrographique et routier de Pointis-Inard.

### Climat
Pour des articles plus généraux, voir Climat de l'Occitanie et Climat de la Haute-Garonne.
En 2010, le climat de la commune est de type climat océanique altéré, selon une étude s'appuyant sur une série de données couvrant la période 1971-2000. En 2020, Météo-France publie une typologie des climats de la France métropolitaine dans laquelle la commune est exposée à un climat de montagne ou de marges de montagne et est dans la région climatique Pyrénées centrales, caractérisée par une pluviométrie annuelle de 1 000 à 1 200 mm.
Pour la période 1971-2000, la température annuelle moyenne est de 12,5 °C, avec une amplitude thermique annuelle de 14,6 °C. Le cumul annuel moyen de précipitations est de 972 mm, avec 10,1 jours de précipitations en janvier et 6,9 jours en juillet. Pour la période 1991-2020, la température moyenne annuelle observée sur la station météorologique la plus proche, située sur la commune de Clarac à 15 km à vol d'oiseau, est de 12,5 °C et le cumul annuel moyen de précipitations est de 804,9 mm,. Pour l'avenir, les paramètres climatiques de la commune estimés pour 2050 selon différents scénarios d’émission de gaz à effet de serre sont consultables sur un site dédié publié par Météo-France en novembre 2022.

### Milieux naturels et biodiversité

#### Espaces protégés
La protection réglementaire est le mode d’intervention le plus fort pour préserver des espaces naturels remarquables et leur biodiversité associée,.
Un  espace protégé est présent sur la commune : 
« la Garonne, l'Ariège, l'Hers Vif et le Salat », objet d'un arrêté de protection de biotope, d'une superficie de 1 658,7 ha.

#### Réseau Natura 2000

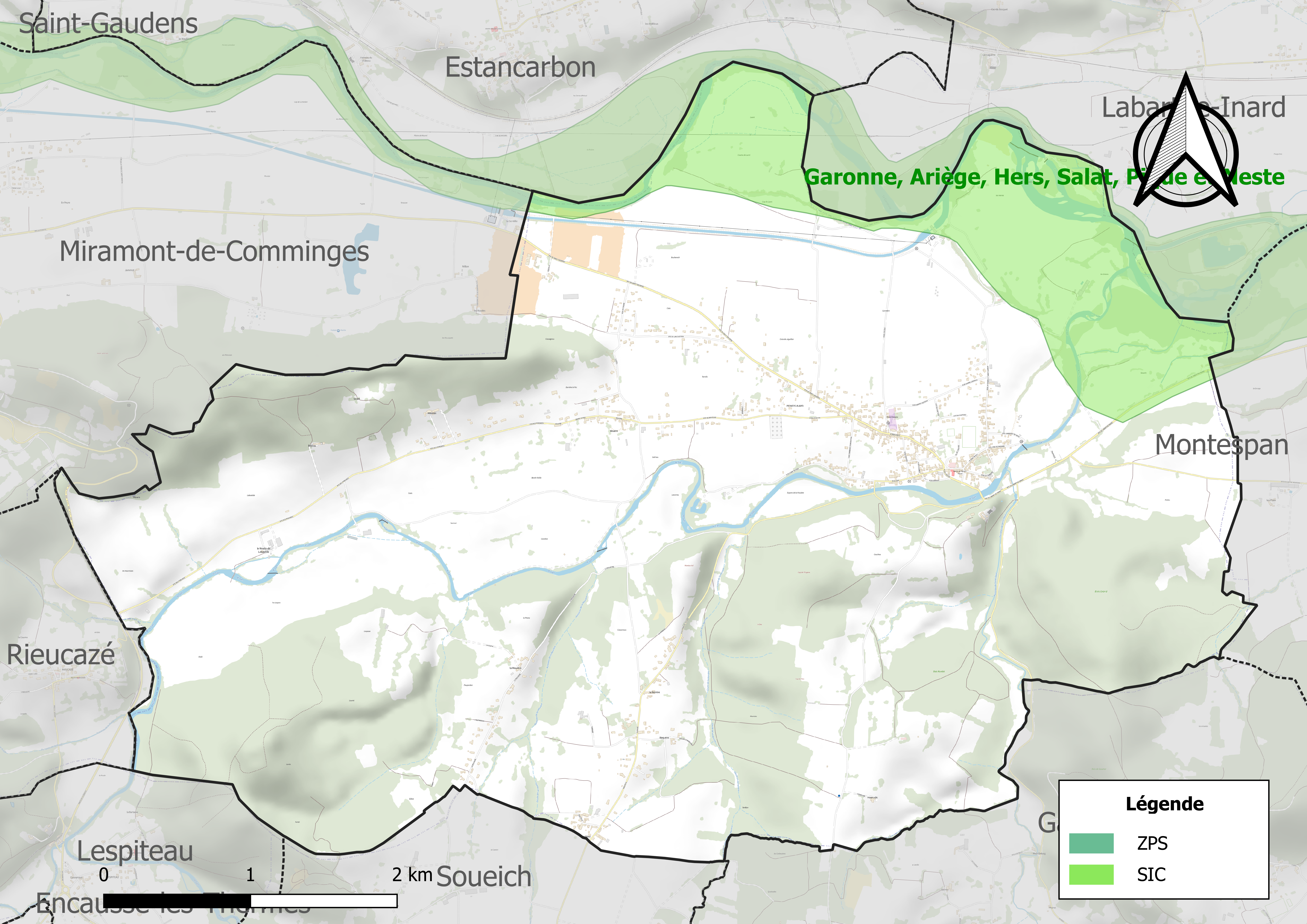
Site Natura 2000 sur le territoire communal.

Le réseau Natura 2000 est un réseau écologique européen de sites naturels d'intérêt écologique élaboré à partir des directives habitats et oiseaux, constitué de zones spéciales de conservation (ZSC) et de zones de protection spéciale (ZPS).
Un site Natura 2000 a été défini sur la commune au titre de la directive habitats : « Garonne, Ariège, Hers, Salat, Pique et Neste », d'une superficie de 9 581 ha, un réseau hydrographique pour les poissons migrateurs (zones de frayères actives et potentielles importantes pour le Saumon en particulier qui fait l'objet d'alevinages réguliers et dont des adultes atteignent déjà Foix sur l'Ariège.

#### Zones naturelles d'intérêt écologique, faunistique et floristique

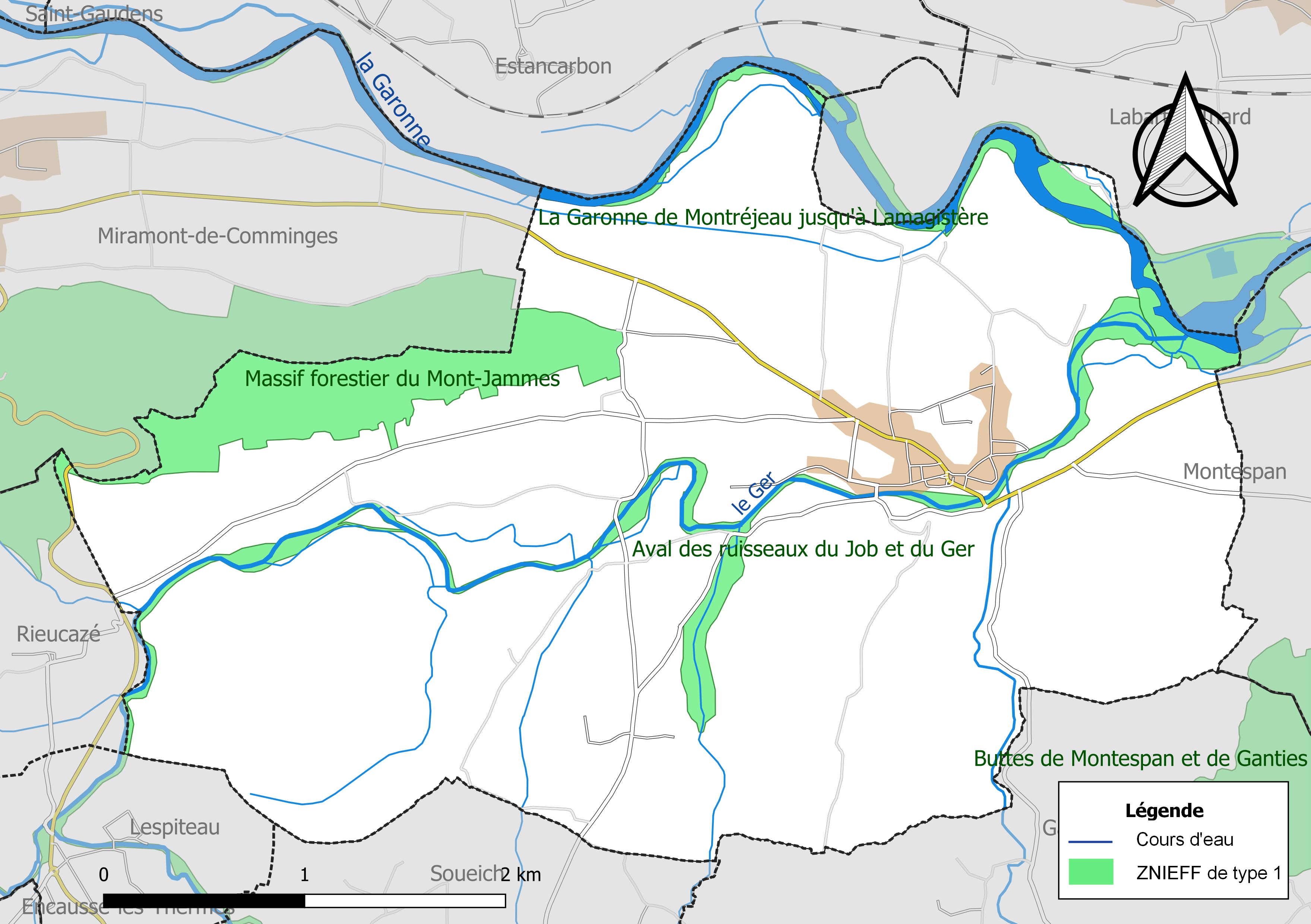
Carte des ZNIEFF de type 1 localisées sur la commune.

L’inventaire des zones naturelles d'intérêt écologique, faunistique et floristique (ZNIEFF) a pour objectif de réaliser une couverture des zones les plus intéressantes sur le plan écologique, essentiellement dans la perspective d’améliorer la connaissance du patrimoine naturel national et de fournir aux différents décideurs un outil d’aide à la prise en compte de l’environnement dans l’aménagement du territoire.
Trois ZNIEFF de type 1 sont recensées sur la commune :
- l'« aval  des ruisseaux du Job et du Ger » (102 ha), couvrant 8 communes du département[23] ;
- « la Garonne de Montréjeau jusqu'à Lamagistère » (5 075 ha), couvrant 92 communes dont 63 dans la Haute-Garonne, trois en Lot-et-Garonne et 26 en Tarn-et-Garonne[24],
- le « massifforestier du Mont-Jammes » (253 ha), couvrant 3 communes du département[25] ;

et une ZNIEFF de type 2, : 
« la Garonne et milieux riverains, en aval de Montréjeau » (6 874 ha), couvrant 93 communes dont 64 dans la Haute-Garonne, trois en Lot-et-Garonne et 26 en Tarn-et-Garonne.

## Urbanisme

### Typologie
Au 1er janvier 2024, Pointis-Inard est catégorisée commune rurale à habitat dispersé, selon la nouvelle grille communale de densité à sept niveaux définie par l'Insee en 2022.
Elle est située hors unité urbaine. Par ailleurs la commune fait partie de l'aire d'attraction de Saint-Gaudens, dont elle est une commune de la couronne,. Cette aire, qui regroupe 85 communes, est catégorisée dans les aires de moins de 50 000 habitants,.

### Occupation des sols
L'occupation des sols de la commune, telle qu'elle ressort de la base de données européenne d’occupation biophysique des sols Corine Land Cover (CLC), est marquée par l'importance des territoires agricoles (61,5 % en 2018), en diminution par rapport à 1990 (65,1 %). La répartition détaillée en 2018 est la suivante : 
prairies (42 %), forêts (32,8 %), zones agricoles hétérogènes (16,7 %), zones urbanisées (5,7 %), terres arables (2,8 %). L'évolution de l’occupation des sols de la commune et de ses infrastructures peut être observée sur les différentes représentations cartographiques du territoire : la carte de Cassini (XVIIIe siècle), la carte d'état-major (1820-1866) et les cartes ou photos aériennes de l'IGN pour la période actuelle (1950 à aujourd'hui).

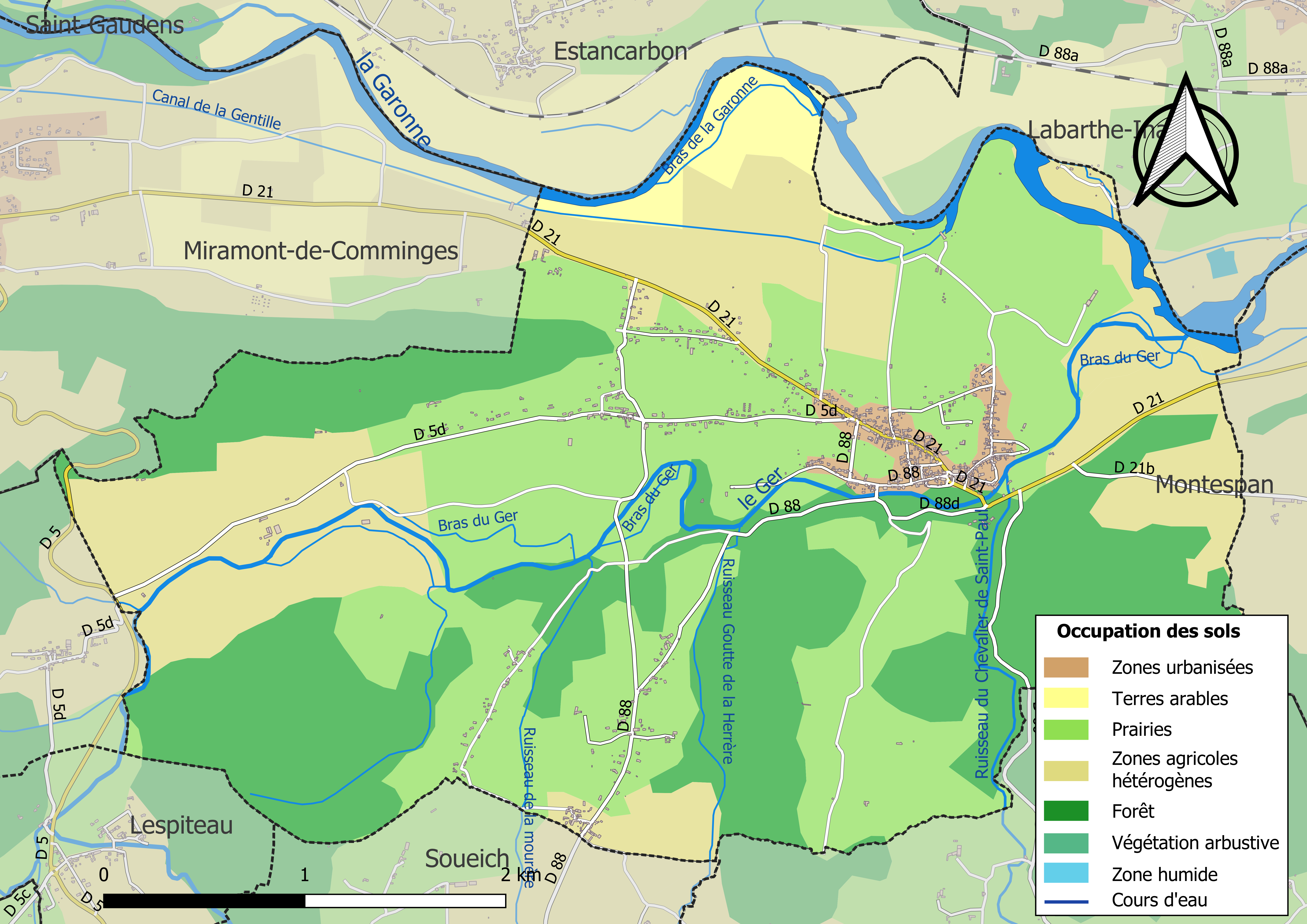
Carte des infrastructures et de l'occupation des sols de la commune en 2018 (CLC).

### Voies de communication et transports
Accès par l'autoroute A64 sortie no 18 et avec le réseau lio ainsi qu'en gare de Saint-Gaudens.

### Risques majeurs
Le territoire de la commune de Pointis-Inard est vulnérable à différents aléas naturels : météorologiques (tempête, orage, neige, grand froid, canicule ou sécheresse), inondations, feux de forêts et séisme (sismicité modérée). Il est également exposé à un risque technologique, la rupture d'un barrage. Un site publié par le BRGM permet d'évaluer simplement et rapidement les risques d'un bien localisé soit par son adresse soit par le numéro de sa parcelle.

#### Risques naturels
Certaines parties du territoire communal sont susceptibles d’être affectées par le risque d’inondation par débordement de cours d'eau, notamment le Ger. La commune a été reconnue en état de catastrophe naturelle au titre des dommages causés par les inondations et coulées de boue survenues en 1982, 1999, 2009, 2013 et 2022,.
Un plan départemental de protection des forêts contre les incendies a été approuvé par arrêté préfectoral du 25 septembre 2006. Pointis-Inard est exposée au risque de feu de forêt du fait de la présence sur son territoire du massif des piémonts des Pyrénées. Il est ainsi défendu aux propriétaires de la commune et à leurs ayants droit de porter ou d’allumer du feu dans l'intérieur et à une distance de 200 mètres des bois, forêts, plantations, reboisements ainsi que des landes. L’écobuage est également interdit, ainsi que les feux de type méchouis et barbecues, à l’exception de ceux prévus dans des installations fixes (non situées sous couvert d'arbres) constituant une dépendance d'habitation,

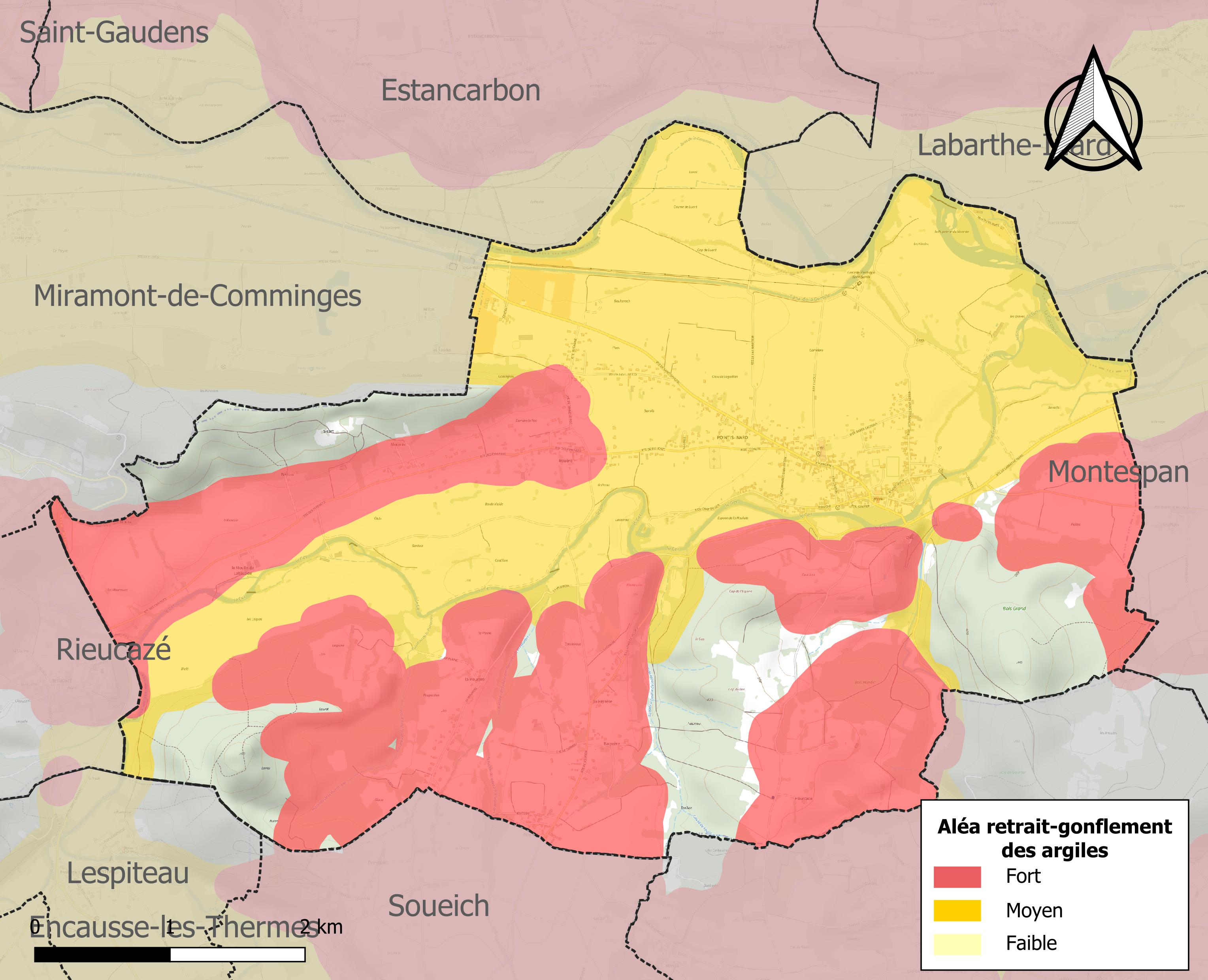
Carte des zones d'aléa retrait-gonflement des sols argileux de Pointis-Inard.

Le retrait-gonflement des sols argileux est susceptible d'engendrer des dommages importants aux bâtiments en cas d’alternance de périodes de sécheresse et de pluie. 83,6 % de la superficie communale est en aléa moyen ou fort (88,8 % au niveau départemental et 48,5 % au niveau national). Sur les 478 bâtiments dénombrés sur la commune en 2019, 478 sont en aléa moyen ou fort, soit 100 %, à comparer aux 98 % au niveau départemental et 54 % au niveau national. Une cartographie de l'exposition du territoire national au retrait gonflement des sols argileux est disponible sur le site du BRGM,.
Par ailleurs, afin de mieux appréhender le risque d’affaissement de terrain, l'inventaire national des cavités souterraines permet de localiser celles situées sur la commune.
Concernant les mouvements de terrains, la commune a été reconnue en état de catastrophe naturelle au titre des dommages causés par la sécheresse en 1989 et 2003 et par des mouvements de terrain en 1999.

#### Risques technologiques
La commune est en outre située en aval des barrages du Portillon, de Cap de Long (Hautes-Pyrénées) et de l'Oule (Hautes-Pyrénées). À ce titre elle est susceptible d’être touchée par l’onde de submersion consécutive à la rupture d'un de ces ouvrages.

## Toponymie
Ses habitants sont appelés les Pointis-Inardais(ses).

## Histoire
Quelques dates de la renaissance à nos jours :
1453 : le Comminges est incorporé au royaume de France
1569 : incendie du village par les Huguenots de Montgomery
1592 : l’église paroissiale est construite
Milieu du XVIIIe siècle : la famille St Jean de Pointis construit le château « d’en bas »
Au XIXe siècle fonctionnait à Pointis Inard quatre moulins à farine, cinq scierie et une tannerie sur le Ger
1845 : le château « d’en haut » est construit sur son promontoire.
1880 : la tannerie Picheloup traite 25 000 peaux de veaux et emploie une cinquantaine d’ouvriers.
1905 : le petit train d’Aspet (ligne Aspet-St gaudens) dessert le village. À la gare, une navette amène les curistes à la station thermale de Ganties. Il sera supprimé en 1935.
Dans les années 1930 construction d’une usine hydroélectrique et de son canal.
1959  : la tannerie Picheloup est détruite en grande partie par le feu.

## Politique et administration

### Administration municipale
Le nombre d'habitants au recensement de 2011 étant compris entre 500 et 1 499 habitants, le nombre de membres du conseil municipal pour l'élection de 2014 est de quinze,.

### Rattachements administratifs et électoraux
Commune faisant partie de la huitième circonscription de la Haute-Garonne, de la communauté de communes Cœur et Coteaux de Comminges et du canton de Saint-Gaudens. Avant le 1er janvier 2017, Pointis-Inard faisait partie de la communauté de communes du Saint-Gaudinois.
La commune est également membre du SIVOM de Saint-Gaudens Montréjeau Aspet Magnoac.

### Liste des maires

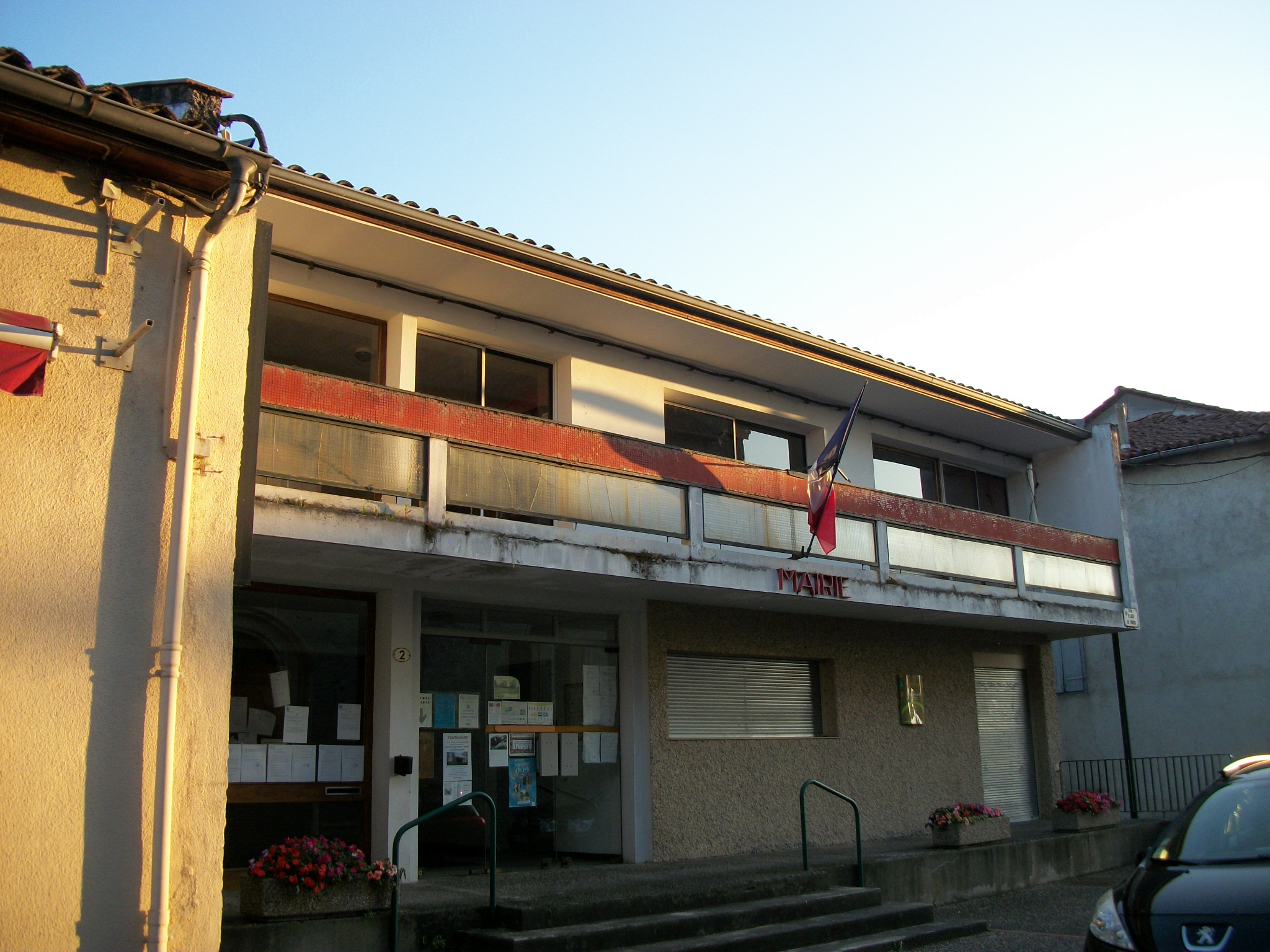
La mairie

| Période                                  | Période  | Identité             | Étiquette | Qualité |
| ---------------------------------------- | -------- | -------------------- | --------- | --- |
| Les données manquantes sont à compléter. |          |                      |           | |
| 1988                                     | 2020     | Jean-Louis Puissegur | PS        | Agriculteur retraité Président du SIVOM de Saint-Gaudens Montréjeau Aspet Magnoac Président de l'Association des maires de la Haute-Garonne et vice-président de l'Association des maires de France |
| 2020                                     | En cours | Didier Treinque      |           | Employé de la fonction publique |

## Population et société

### Démographie
L'évolution du nombre d'habitants est connue à travers les recensements de la population effectués dans la commune depuis 1793. Pour les communes de moins de 10 000 habitants, une enquête de recensement portant sur toute la population est réalisée tous les cinq ans, les populations de référence des années intermédiaires étant quant à elles estimées par interpolation ou extrapolation. Pour la commune, le premier recensement exhaustif entrant dans le cadre du nouveau dispositif a été réalisé en 2006.

En 2022, la commune comptait 920 habitants, en évolution de +0,77 % par rapport à 2016 (Haute-Garonne : +8,02 %, France hors Mayotte : +2,11 %).
| 1793  | 1800  | 1806  | 1821  | 1831  | 1836  | 1841  | 1846  | 1851  |
| ----- | ----- | ----- | ----- | ----- | ----- | ----- | ----- | ----- |
| 1 205 | 1 352 | 1 034 | 1 338 | 1 328 | 1 435 | 1 373 | 1 371 | 1 392 |

| 1856  | 1861  | 1866  | 1872  | 1876  | 1881  | 1886  | 1891  | 1896  |
| ----- | ----- | ----- | ----- | ----- | ----- | ----- | ----- | ----- |
| 1 304 | 1 230 | 1 265 | 1 238 | 1 161 | 1 142 | 1 152 | 1 079 | 1 036 |

| 1901  | 1906 | 1911 | 1921 | 1926 | 1931  | 1936 | 1946 | 1954 |
| ----- | ---- | ---- | ---- | ---- | ----- | ---- | ---- | ---- |
| 1 030 | 991  | 956  | 774  | 733  | 1 009 | 725  | 676  | 673  |

| 1962 | 1968 | 1975 | 1982 | 1990 | 1999 | 2006 | 2011 | 2016 |
| ---- | ---- | ---- | ---- | ---- | ---- | ---- | ---- | ---- |
| 680  | 663  | 616  | 650  | 688  | 740  | 786  | 841  | 913  |

| 2021 | 2022 | - | - | - | - | - | - | - |
| ---- | ---- | - | - | - | - | - | - | - |
| 927  | 920  | - | - | - | - | - | - | - |

### Enseignement
Pointis-Inard fait partie de l'académie de Toulouse.
L'éducation est assurée sur la commune par un groupe scolaire : maternelle et primaire.

### Culture et festivité
Comité des fêtes, foyer rural,

### Activités sportives
Pétanque, football,

### Écologie et recyclage
La collecte des déchets est effectuée par le SIVOM. La commune dispose de nombreuses bornes de recyclages et de tri sélectif.

## Économie

### Revenus
En 2018  (données Insee publiées en septembre 2021), la commune compte 409 ménages fiscaux, regroupant 933 personnes. La médiane du revenu disponible par unité de consommation est de 21 030 € (23 140 € dans le département).

### Emploi
|                | 2008  | 2013  | 2018   |
| -------------- | ----- | ----- | ------ |
| Commune        | 8,7 % | 8,1 % | 12,5 % |
| Département    | 7,7 % | 9,6 % | 9,3 %  |
| France entière | 8,3 % | 10 %  | 10 %   |

En 2018, la population âgée de 15 à 64 ans s'élève à 544 personnes, parmi lesquelles on compte 76,3 % d'actifs (63,8 % ayant un emploi et 12,5 % de chômeurs) et 23,7 % d'inactifs,. Depuis 2008, le taux de chômage communal (au sens du recensement) des 15-64 ans est supérieur à celui de la France et du département.
La commune fait partie de la couronne de l'aire d'attraction de Saint-Gaudens, du fait qu'au moins 15 % des actifs travaillent dans le pôle,. Elle compte 84 emplois en 2018, contre 77 en 2013 et 92 en 2008. Le nombre d'actifs ayant un emploi résidant dans la commune est de 352, soit un indicateur de concentration d'emploi de 24 % et un taux d'activité parmi les 15 ans ou plus de 56,3 %.
Sur ces 352 actifs de 15 ans ou plus ayant un emploi, 58 travaillent dans la commune, soit 16 % des habitants. Pour se rendre au travail, 92,8 % des habitants utilisent un véhicule personnel ou de fonction à quatre roues, 2,9 % les transports en commun, 0,3 % s'y rendent en deux-roues, à vélo ou à pied et 4,1 % n'ont pas besoin de transport (travail au domicile).

### Activités hors agriculture

#### Secteurs d'activités
40 établissements sont implantés  à Pointis-Inard au 31 décembre 2019. Le tableau ci-dessous en détaille le nombre par secteur d'activité et compare les ratios avec ceux du département,.
| Secteur d'activité                                                                                        | Commune | Commune | Département |
| Secteur d'activité                                                                                        | Nombre  | %       | %           |
| --- | ------- | ------- | ----------- |
| Ensemble                                                                                                  | 40      |         |             |
| Industrie manufacturière, industries extractives et autres                                                | 10      | 25 %    | (5,7 %)     |
| Construction                                                                                              | 6       | 15 %    | (12 %)      |
| Commerce de gros et de détail, transports, hébergement et restauration                                    | 11      | 27,5 %  | (25,9 %)    |
| Activités immobilières                                                                                    | 2       | 5 %     | (4,2 %)     |
| Activités spécialisées, scientifiques et techniques et activités de services administratifs et de soutien | 7       | 17,5 %  | (19,8 %)    |
| Administration publique, enseignement, santé humaine et action sociale                                    | 2       | 5 %     | (16,6 %)    |
| Autres activités de services                                                                              | 2       | 5 %     | (7,9 %)     |

Le secteur du commerce de gros et de détail, des transports, de l'hébergement et de la restauration est prépondérant sur la commune puisqu'il représente 27,5 % du nombre total d'établissements de la commune (11 sur les 40 entreprises implantées à Pointis-Inard), contre 25,9 % au niveau départemental.

#### Entreprises et commerces
Les deux entreprises ayant leur siège social sur le territoire communal qui génèrent le plus de chiffre d'affaires en 2020 sont : 
- Société Chenay Et Fils, travaux de maçonnerie générale et gros œuvre de bâtiment (110 k€)
- Brasserie Moehau, fabrication de bière (49 k€)

### Agriculture
La commune est dans « La Rivière », une petite région agricole localisée dans le sud du département de la Haute-Garonne, constituant la partie piémont au relief plus doux que les Pyrénées centrales la bordant au sud et où la vallée de la Garonne s’élargit. En 2020, l'orientation technico-économique de l'agriculture sur la commune est la polyculture et/ou le polyélevage.
|               | 1988 | 2000 | 2010 | 2020 |
| ------------- | ---- | ---- | ---- | ---- |
| Exploitations | 44   | 19   | 16   | 14   |
| SAU (ha)      | 784  | 740  | 720  | 584  |

Le nombre d'exploitations agricoles en activité et ayant leur siège dans la commune est passé de 44 lors du recensement agricole de 1988  à 19 en 2000 puis à 16 en 2010 et enfin à 14 en 2020, soit une baisse de 68 % en 32 ans. Le même mouvement est observé à l'échelle du département qui a perdu pendant cette période 57 % de ses exploitations,. La surface agricole utilisée sur la commune a également diminué, passant de 784 ha en 1988 à 584 ha en 2020. Parallèlement la surface agricole utilisée moyenne par exploitation a augmenté, passant de 18 à 42 ha.

## Culture locale et patrimoine

### Lieux et monuments
- Église Saint-Sernin de Pointis-Inard.
- Chapelle Saint-Sernin du XIIe siècle (style roman, avec un carillon  électrique comportant 14 cloches), inscrite aux monuments historiques depuis 1979[49] : Petite église à nef unique, voûtée en berceau, sans chapelle, comprenant deux travées séparées par un arc doubleau. L'abside, peut être romane, voire pré-romane, est semi-circulaire sur un soubassement de cailloux. À côté de l'église se trouve le clocher pignon. La girouette date de 1815.
- Statue de l'Immaculée Conception, érigée en 1864.
- Chapelle de Brouls.
- Monument aux morts.
- Château dit « d'en bas » construit par la famille Seigneuriale Saint-Jean de Pointis au XVIIIe siècle[50].
- Château dit « d'en haut » construit vers 1845 par une riche famille d'Aspet.
- Aire de jeux pour enfants situé dans le parc du Château dit « d'en bas »
- Oratoire de Notre-Dame de Lourdes.
- Oratoire de sainte Marguerite, statue en bois sculptée en 1993.
- Agence postale communale

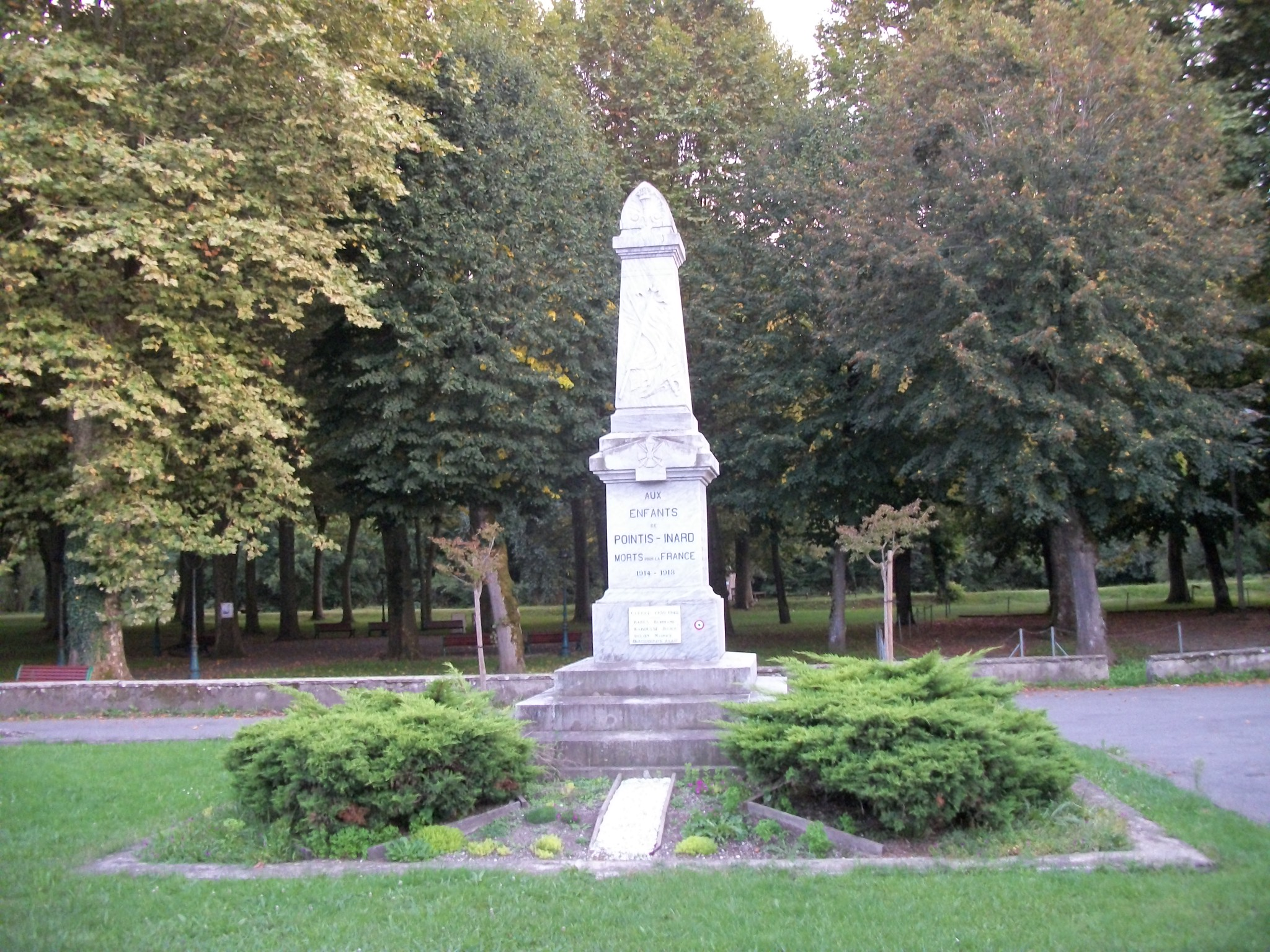
Monument aux morts
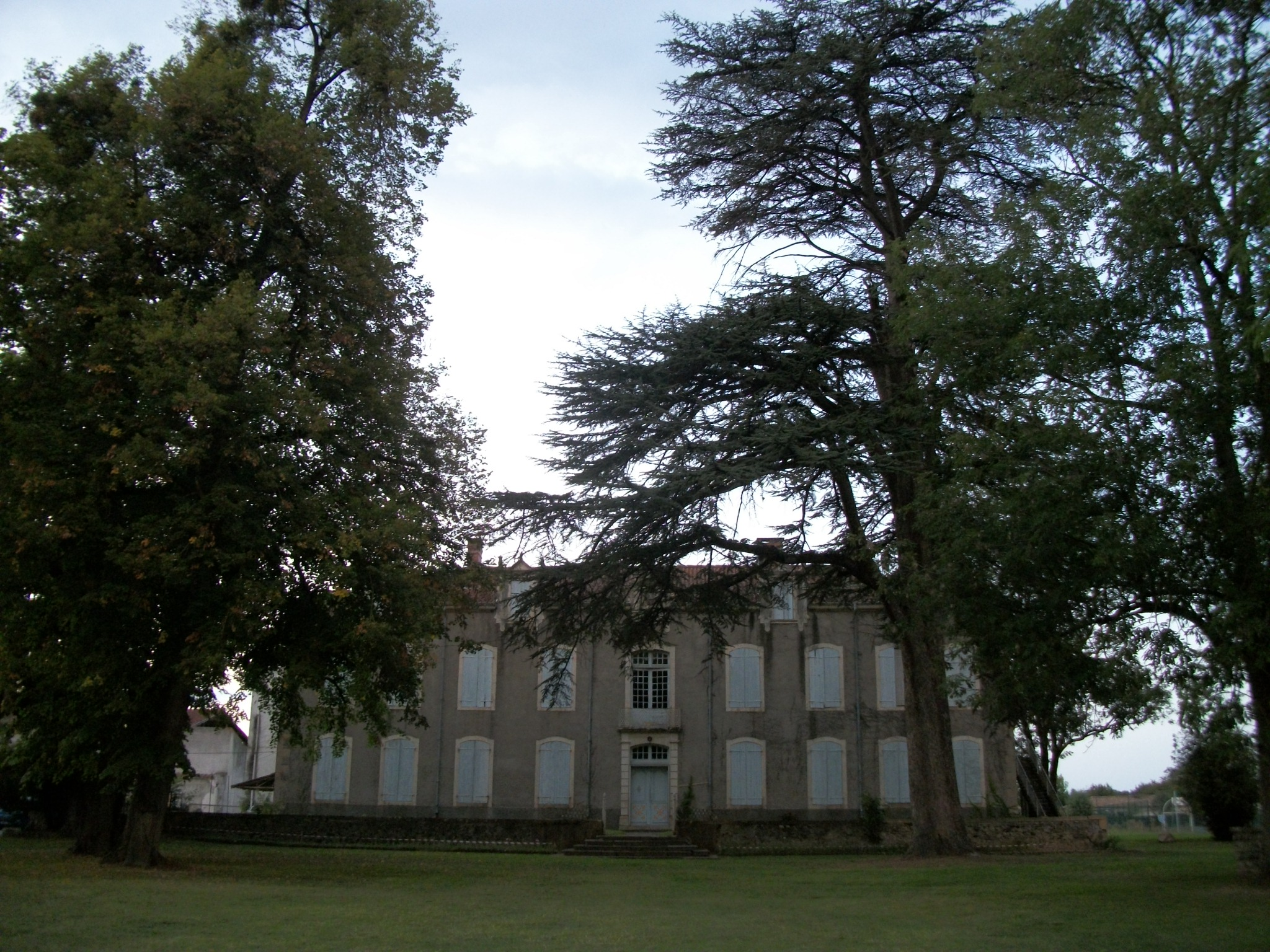
Château dit « d'en bas »
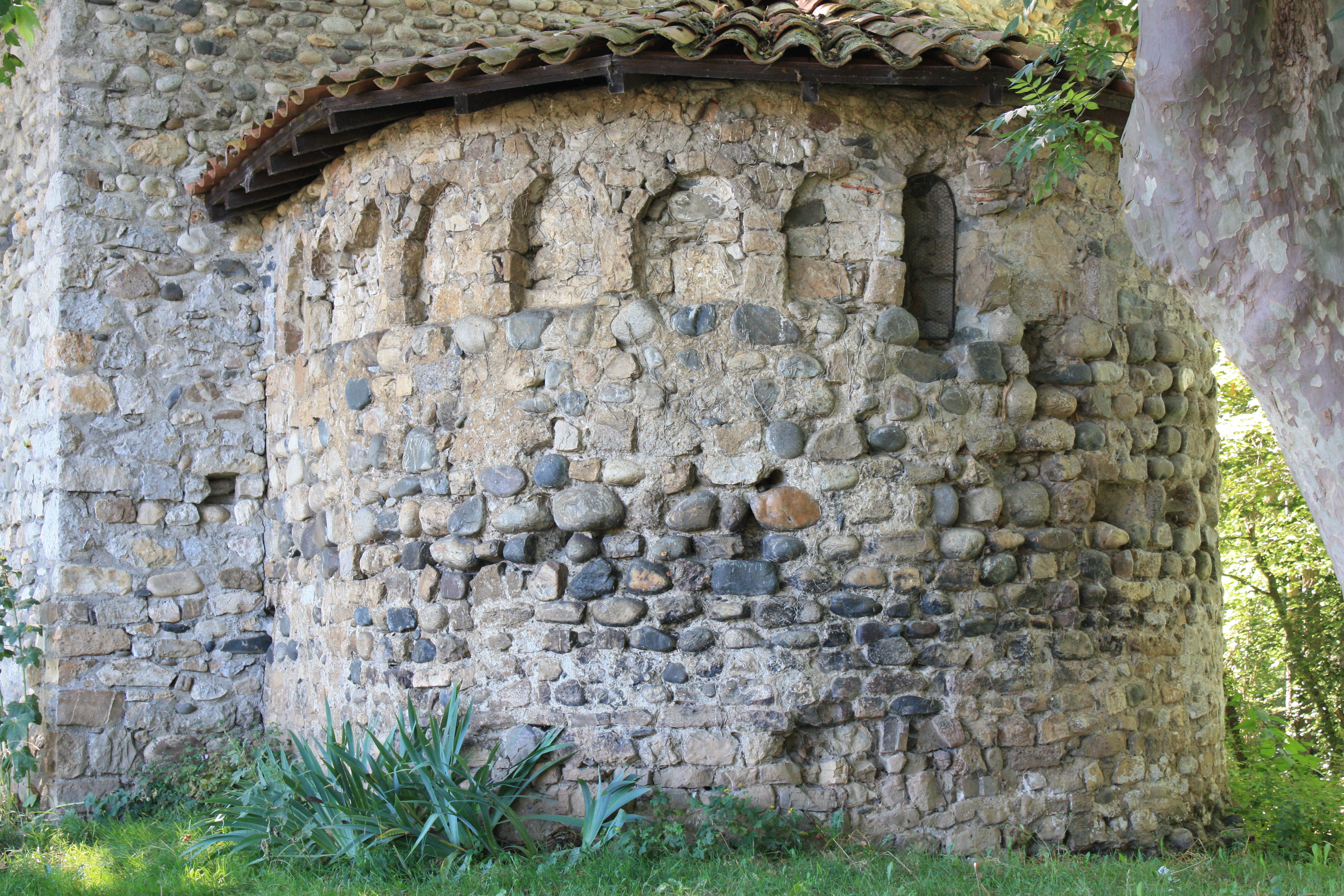
Chapelle Saint-Sernin du XIIe siècle (style roman)

#### Galerie: l'église

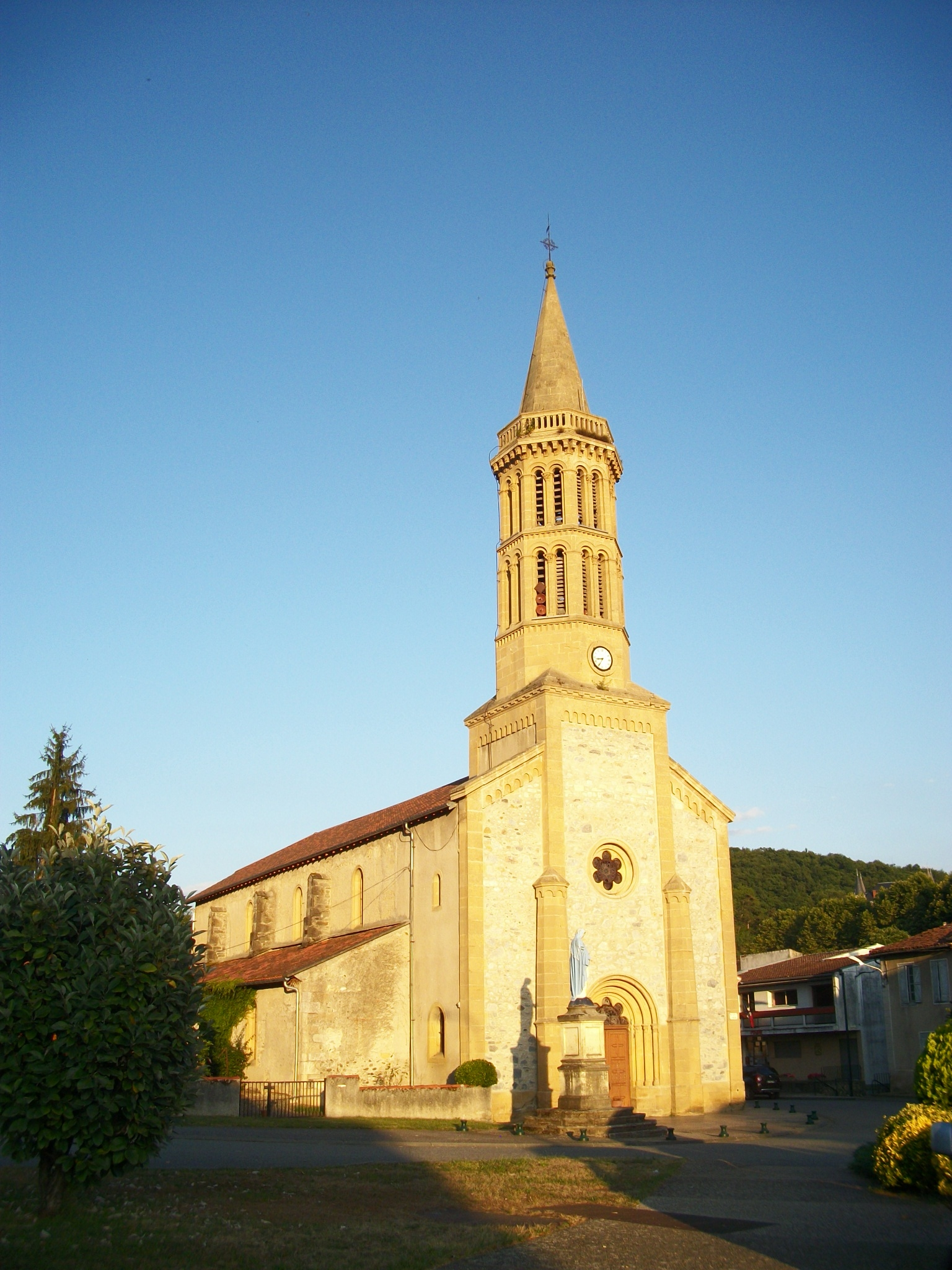
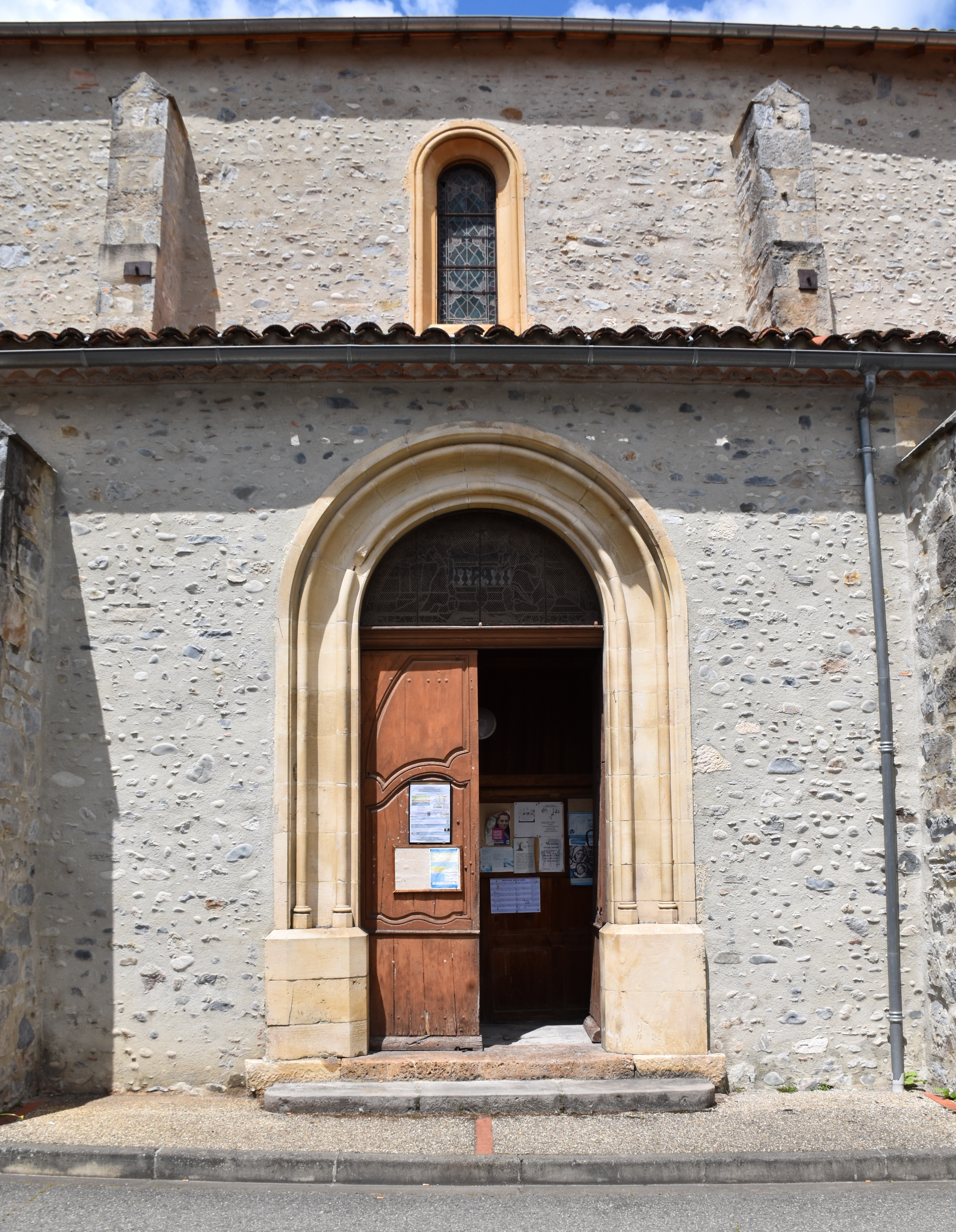
Le portail létaral.
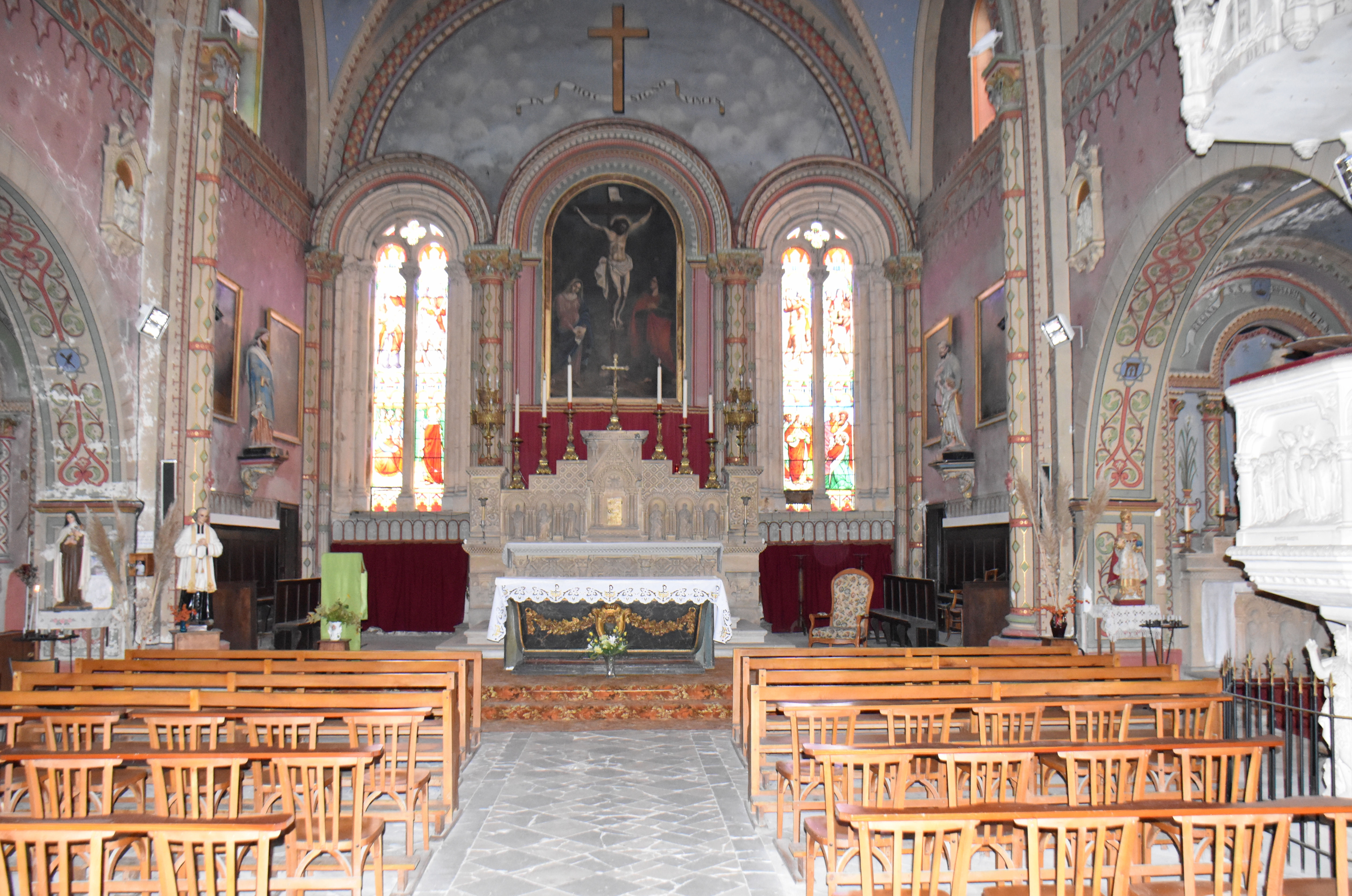
La nef.
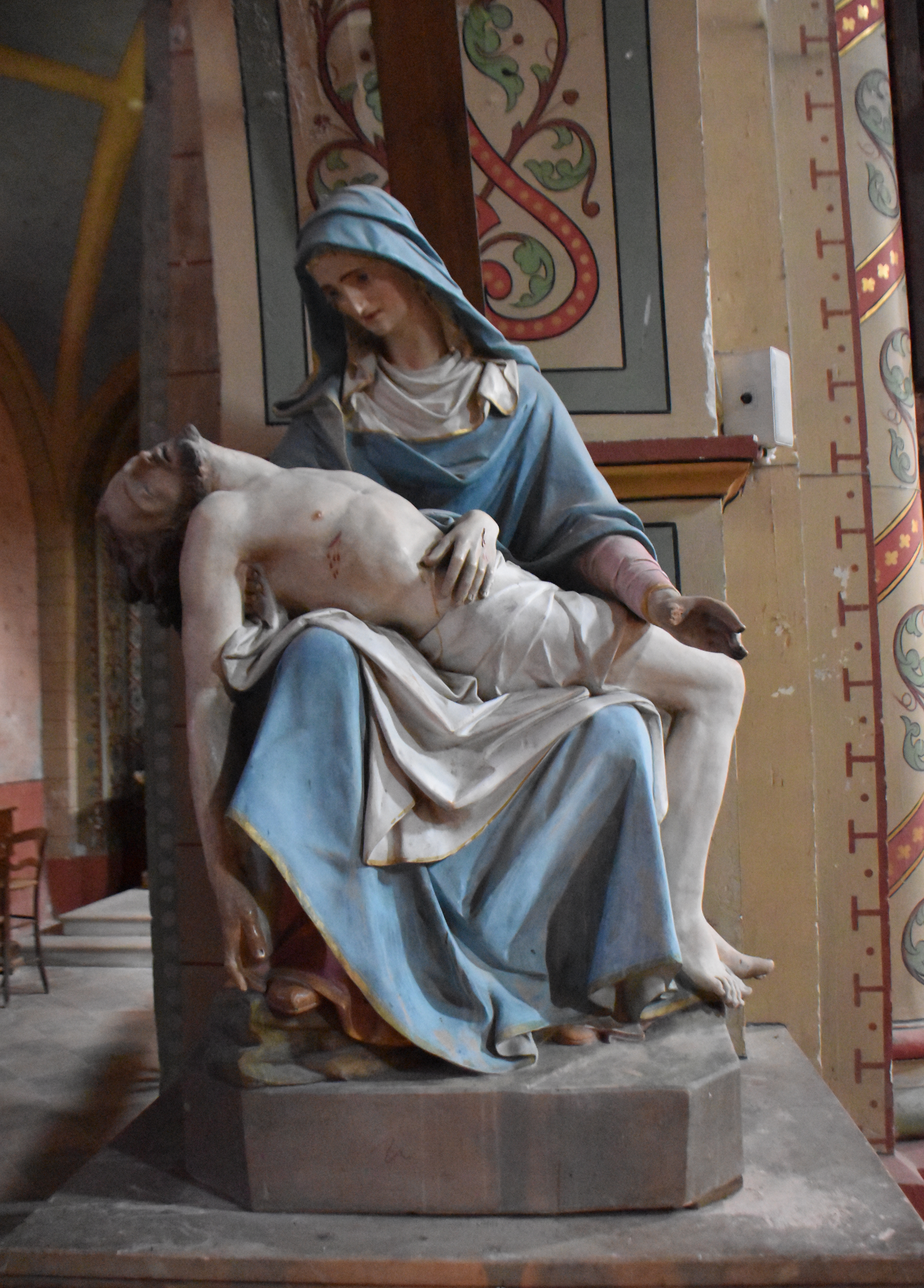
Pieta
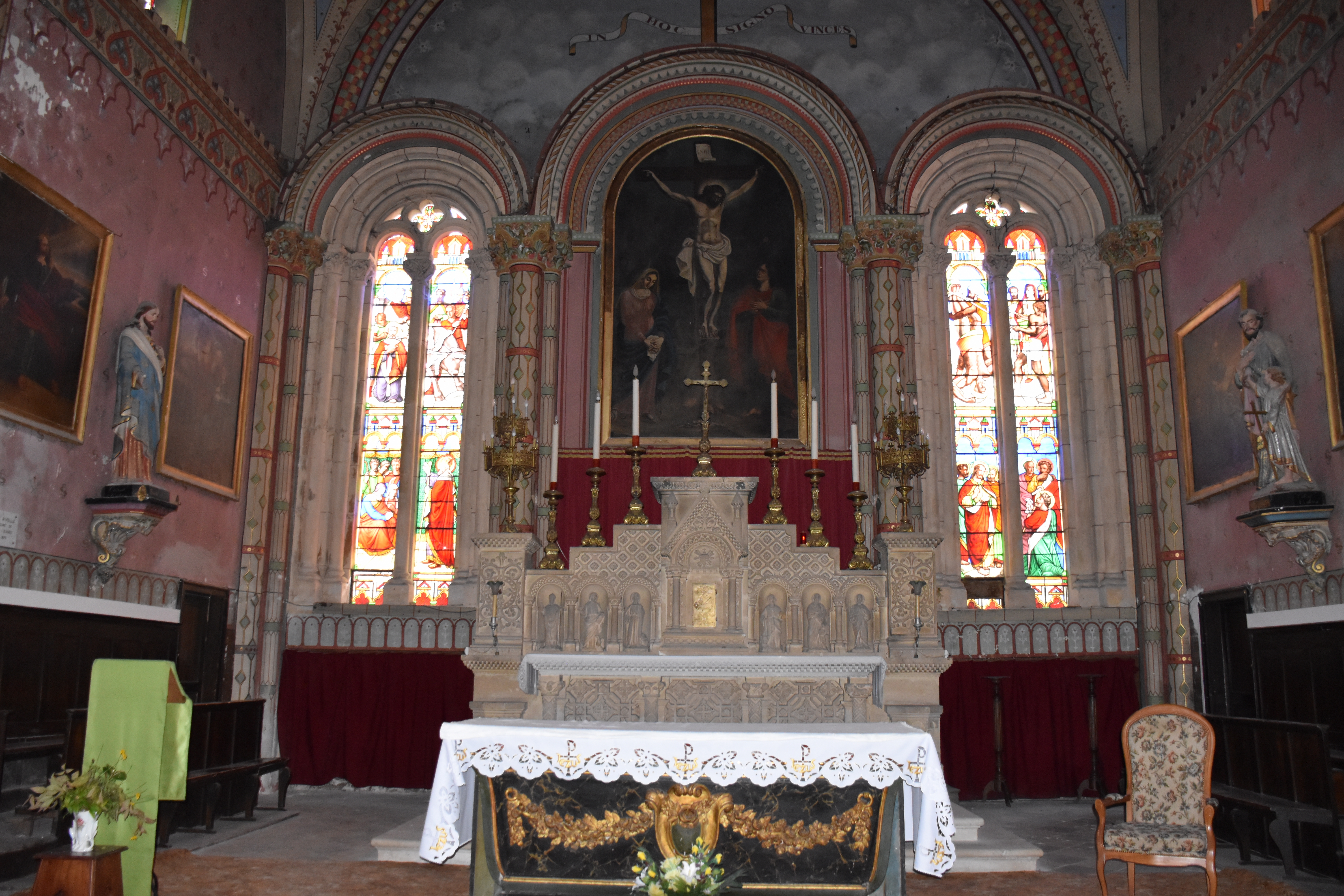
Le maître-autel.

### Personnalités liées à la commune
- Le baron Jean-Bernard de Pointis, amiral de Louis XIV.
- Azémar de Pointis, seigneur de Pointis, vassal du Comte de Comminges, milieu du XIIIe siècle.Sceau d'Azémar de Pointis, milieu du XIIIe siècle.

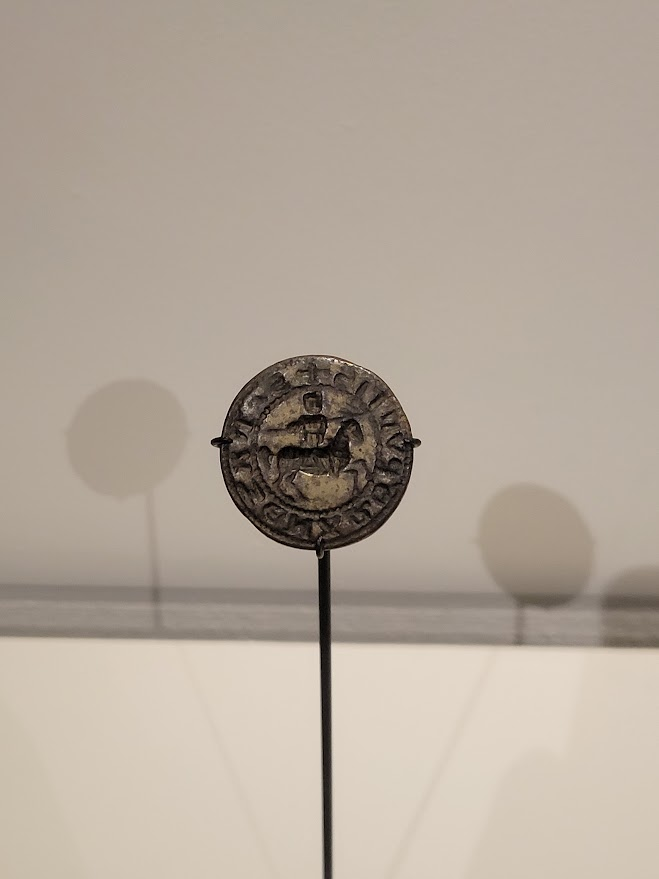
Sceau d'Azémar de Pointis, milieu du XIIIe siècle.

- François Joseph de Saint-Jean (1744-1825), maréchal de camp de la Révolution française.
- Raymond Cazaux-La-Sola
- Jean-S. Barés (1847-1923), réformateur de l'orthographe

### Héraldique
| Blason de Pointis-Inard | Blason  | D'azur à la cloche d'or accompagnée en pointe de trois étoiles du même, 2 et 1. |
| Blason de Pointis-Inard | Détails | Le statut officiel du blason reste à déterminer.                                |